# Оксид заліза(II,III)
Окси́д залі́за(II,III), ферум(II,III) оксид —— неорганічна сполука, змішаний оксид складу FeO·Fe2O3 (зазвичай записується як Fe3O4). Являє собою чорні, тугоплавкі і термічно стійкі кристали з металевим блиском. Оксид є  феромагнітним.
Використовується у виготовленні електродів для електролізу, термітної суміші, футеровки, а також як пігмент у приготуванні фарб.

## Поширення у природі

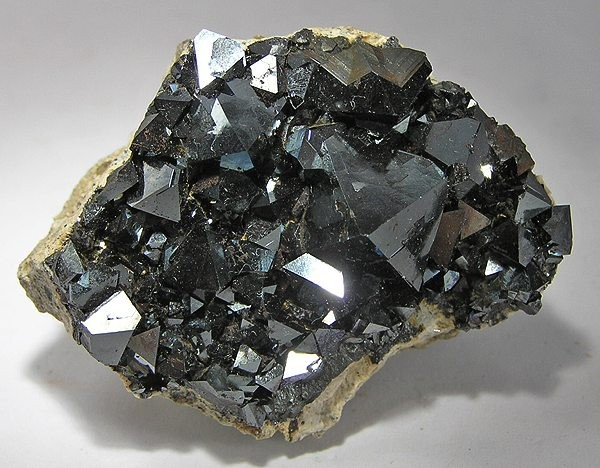
Мінерал магнетит

Оксид заліза FeO·Fe2O3 у природі перебуває у вигляді мінералу магнетиту (магнітний залізняк), який відноситься до класу шпінелей.

## Фізичні властивості
Оксид заліза являє собою чорні кубічні кристали, які є тугоплавкими й ламкими (5,6-6,5 балів за шкалою Мооса). Речовина плавиться при 1538 °C, а при 1787 °C починає розкладатися без кипіння.
Fe3O4 є феромагнітною сполукою, добре проводить електричний струм, завдяки чому використовується у виготовленні електродів.

## Отримання
Fe3O4 можна отримати прокалюванням інших оксидів заліза або відновленням Fe2O3 воднем чи оксидом вуглецю CO:
{\displaystyle \mathrm {4FeO{\xrightarrow {560-700^{o}C}}Fe_{3}O_{4}+Fe} }
{\displaystyle \mathrm {6Fe_{2}O_{3}{\xrightarrow {1200-1390^{o}C}}4Fe_{3}O_{4}+O_{2}} }
{\displaystyle \mathrm {3Fe_{2}O_{3}+H_{2}{\xrightarrow {400^{o}C}}2Fe_{3}O_{4}+H_{2}O} }
{\displaystyle \mathrm {3Fe_{2}O_{3}+CO{\xrightarrow {400^{o}C}}2Fe_{3}O_{4}+CO_{2}} }

## Хімічні властивості
Оксид заліза є важкорозчинною у воді сполукою. Після прокалювання стає хімічно неактивним.
При сильному нагріванні Fe3O4 розкладається з утворенням чистого FeO, а у струмені вологого повітря повністю окиснюється до Fe2O3:
{\displaystyle \mathrm {2Fe_{3}O_{4}{\xrightarrow {1787^{o}C}}6FeO+O_{2}} }
{\displaystyle \mathrm {4Fe_{3}O_{4}+O_{2}{\xrightarrow {450-600^{o}C}}6Fe_{2}O_{3}} }
Із розчину оксид кристалізуєть у вигляді реакційноздатного гідрату Fe3O4·2H2O
{\displaystyle \mathrm {Fe_{3}O_{4}\cdot 2H_{2}O{\xrightarrow {300-400^{o}c}}Fe_{3}O_{4}+2H_{2}O} }
Сполука слабко взаємодіє з кислотами, а також, при сплавленні, із лугами:
{\displaystyle \mathrm {Fe_{3}O_{4}+8HCl\longrightarrow FeCl_{2}+2FeCl_{3}+4H_{2}O} }
{\displaystyle \mathrm {Fe_{3}O_{4}+10HNO_{3}(conc.)\longrightarrow 3Fe(NO_{3})_{3}+NO_{2}\uparrow +5H_{2}O} }
{\displaystyle \mathrm {Fe_{3}O_{4}+14NaOH{\xrightarrow {400-500^{o}C}}Na_{4}FeO_{3}+2Na_{5}FeO_{4}+7H_{2}O} }
Відновлюється воднем та CO до заліза:
{\displaystyle \mathrm {Fe_{3}O_{4}+4H_{2}{\xrightarrow {1000^{o}C}}3Fe+4H_{2}O} }
{\displaystyle \mathrm {Fe_{3}O_{4}+3CO{\xrightarrow {700^{o}C}}3Fe+4CO_{2}} }

## Застосування

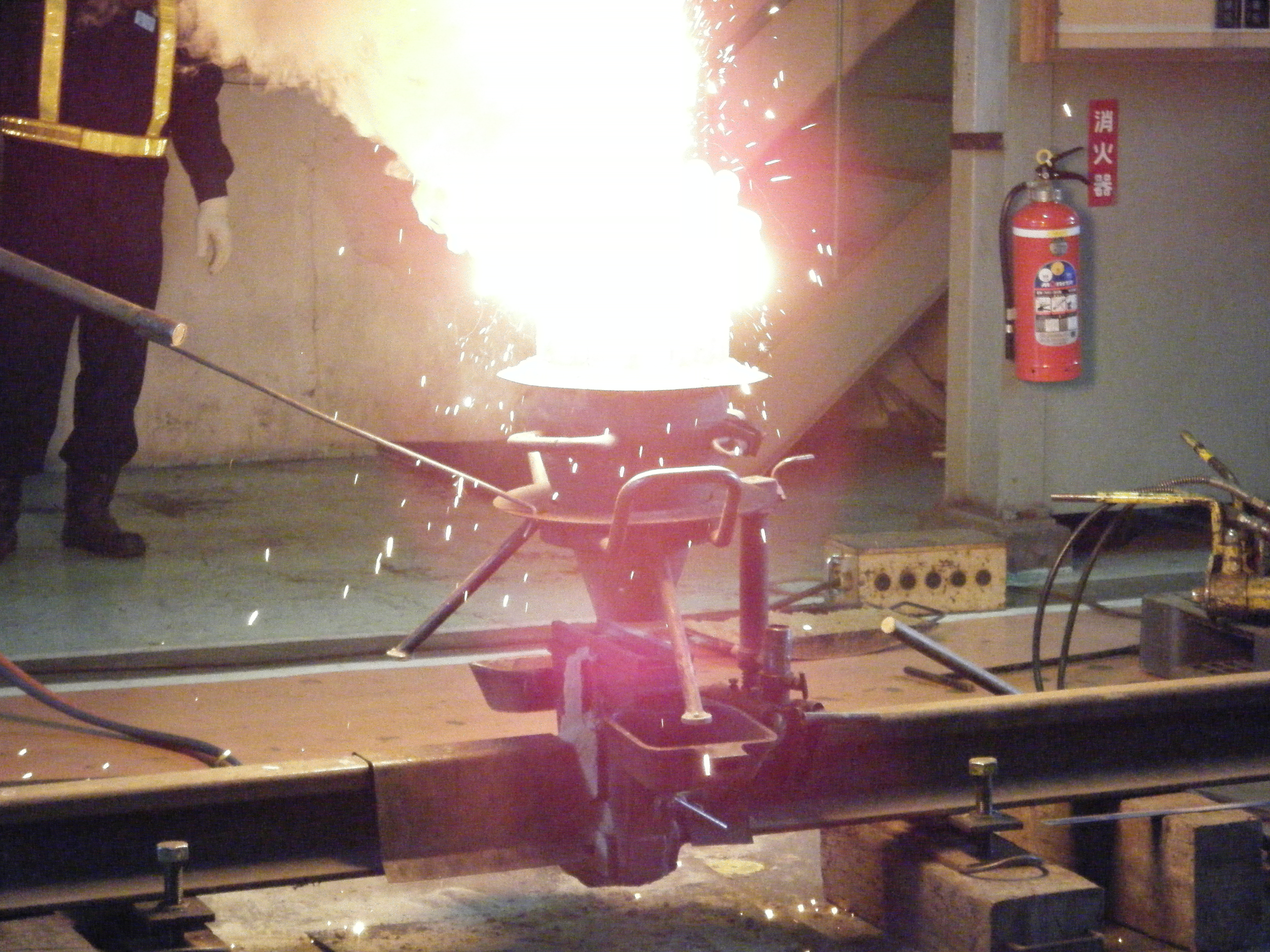
Зварювання залізничних рейок термітною сумішшю

Завдяки високій електропровідності, оксид заліза використовується у виготовленні електродів, перш за все для електролізу галогенідів лужних металів. З давніх часів сполука використовувалася як чорний пігмент для виготовлення фарб.
У сполученні з алюмінієм Fe3O4 утворює так звану термітну суміш, яка використовується для зварювання металів. Також оксид знайшов застосування у виробництві термостійкої кераміки (футеровки), кольорових бетонів.